# Кадам (гора)
Кадам (суахили Kadam) — гора у восточной границы Уганды с Кенией. Находится на юге области Карамоджа, недалеко от её юго-восточной границы с Кенией. Высота горы составляет примерно 3063 м. Прилегающая к горе местность населена народом тепес и остатками местной народности кадам, также встречаются представители народа оропом.